# Hans Wendler
Hans Wendler (* 16. Juli 1905 in Berlin; † 19. Januar 1989) war ein deutscher Dampflokomotivkonstrukteur.

## Leben und Werk
Erste Erfahrungen mit Kohlenstaubfeuerung sammelte Hans Wendler in den 1930er Jahren in der Lokomotivfabrik Borsig. 1945 wurde er beauftragt, die Berliner U-Bahn wieder in Gang zu bringen. 1948 gelang es ihm mit Hilfe sowjetischer Freunde in der Militärverwaltung, die Verantwortlichen bei der Deutschen Reichsbahn von der Durchführbarkeit der Braunkohlenstaubfeuerung zu überzeugen. Ab 1949 wurden dann in der DDR ca. 110 Dampflokomotiven auf Braunkohlenstaubfeuerung System Wendler im Reichsbahnausbesserungswerk Stendal umgebaut.
Er entwickelte die bereits seit den 1920er Jahren bekannte, allerdings technisch aufwändige Braunkohlenstaubfeuerung für Dampflokomotiven nach 1945 weiter. Bei dem später nach ihm benannten System Wendler erfolgt die Staubförderung vom geschlossenen Tender in die Lok mittels Druckluft, unterstützt vom Sog der arbeitenden Lokomotive. Dadurch gelang es, mit relativ wartungsarmer Technik minderwertige Kohle bei körperlicher Schonung des Lokomotivpersonals zu verfeuern und dennoch der Steinkohle vergleichbare Leistungen zu erreichen. Steinkohle war in der DDR nur in geringen Mengen verfügbar und die vor 1945 die Reichsbahn beliefernden Reviere (Ruhrgebiet, Oberschlesien) waren durch die neuen Grenzen abgeschnitten.
Umgebaut wurden über 110 Lokomotiven der Baureihen Baureihe 17, 44, 52 und 58. Die Lokomotiven galten als sehr anfällig für Reparaturen. Außerdem mussten in den Bahnbetriebswerken weitere Betriebsanlagen für die Herstellung und Lagerung des Braunkohlenstaubs vorgehalten werden.
Im Zuge der Umstellung von Dampf- auf Diesel- und Elektrolokomotiven wurden die Dampflokomotiven ausgemustert.
Hans Wendler war Nationalpreisträger und erhielt weitere hohe Auszeichnungen der DDR. 1983 wurde er von der Hochschule für Verkehrswesen „Friedrich List“ in Dresden ehrenpromoviert.
Nach ihm wurde die BSG Eintracht „Hans Wendler“ Stendal benannt.